# 潘迪·克里斯托
潘迪·克里斯托（1914年6月29日—1994年10月2日）亲南派，阿尔巴尼亚劳动党中央政治局委员、二战期间游击战的组织者。1948年与科奇·佐治等人被扣上“托派”、“党和人民的敌人”、“南斯拉夫修正主义领导人的代理人”，被判处20年监禁。1963年提前获释，软禁居住在卢什涅，再未参加任何政治活动。